# Рудкі (Сташовський повіт)
Рудкі (пол. Rudki) — село в Польщі, у гміні Шидлув Сташовського повіту Свентокшиського воєводства.
Населення — 283 особи (2011).
У 1975-1998 роках село належало до Келецького воєводства.

## Демографія
Демографічна структура на день 31 березня 2011 року:
|          | Загалом | Допрацездатний вік | Працездатний вік | Постпрацездатний вік |
| -------- | ------- | ------------------ | ---------------- | -------------------- |
| Чоловіки | 154     | 29                 | 103              | 22                   |
| Жінки    | 129     | 21                 | 67               | 41                   |
| Разом    | 283     | 50                 | 170              | 63                   |